# فيديريكو مازور
فيديريكو مازور (بالإسبانية: Federico Mazur)‏ هو لاعب كرة قدم أرجنتيني في مركز الدفاع، ولد في 14 مايو 1993 في بوينس آيرس في الأرجنتين. لعب مع UAI Urquiza ‏.

## وصلات خارجية
- فيديريكو مازور على موقع قاعدة بيانات كرة القدم.إي يو (الإنجليزية)
- فيديريكو مازور على موقع Soccerway.com (الإنجليزية)